# Citybus Amstetten
Der Stadtbus Amstetten (bis Juni 2025 Citybus Amstetten) ist die Marke für den Stadtverkehr in Amstetten. Der Stadtbus wird von N-Bus GmbH betrieben, zuständig sind seit dem 1. Jänner 2016 die Stadtwerke Amstetten.

## Linien
Der Stadtbus befördert auf sieben Linien seine Fahrgäste in die Gebiete Allersdorf, Krankenhaus, Parksiedlung, Krautberg, Greimpersdorf und Greinsfurth/Waldheim sowie seit Juli 2025 nach Dingfurth/Industriegebiet Ost. Für Berufstätige und Pendler steht ein einmaliger Frühkurs in das Industriegebiet Ost zur Verfügung, an Schultagen gab es auf einigen Linien abweichende Zusatzfahrten mit größeren Bussen. Zusätzlich gibt es mehrere CityAst-Routen (Anrufsammeltaxis). 
| Linie                | Von        | Nach                          | Linienfarbe | Takt      |
| -------------------- | ---------- | ----------------------------- | ----------- | --------- |
| Linie 1              | Bahnhof    | Allersdorf                    | Grün        | 20/30 min |
| Linie 2              | Bahnhof    | Krankenhaus                   | Gelb        | 30 min    |
| Linie 3              | Bahnhof    | Parksiedlung                  | Orange      | 20/30 min |
| Linie 4              | Bahnhof    | Silberweißsiedlung            | Rot         | 20/30 min |
| Linie 5              | Bahnhof    | Greimpersdorf                 | Lila        | 30 min    |
| Linie 6              | Bahnhof    | Dingfurth/Industriegebiet Ost | Grau        | 60 min    |
| Linie 7              | Bahnhof    | Waldheim                      | Blau        | 60 min    |
| Frühkurs der Linie 1 | Allersdorf | Otto-Schott-Straße            | Grün        |           |